# Emir Mercader
Emir Eduardo Mercader (La Plata, 13 de octubre de 1900 - 19 de marzo de 1964) fue un médico, periodista y político argentino, diputado nacional por la Unión Cívica Radical durante las décadas del 40 y del 50 del siglo XX.
Hijo de Dolores Galván y Miguel Ángel Mercader, se recibió de médico reumatólogo en la Universidad de Buenos Aires en el año 1922.
Ejerció el periodismo en numerosos diarios y revistas del país durante 25 años, y durante muchos años escribió notas sobre turf con el seudónimo de Pancho Talero. Instaló una clínica dedicada al combate del reuma.
Afiliado a la Unión Cívica Radical, inició su carrera de dirigente político semanas después del golpe de Estado de septiembre de 1930, cuando pronunció un encendido discurso en el Teatro Real de Rosario, en repudio al derrocamiento de Hipólito Yrigoyen. En 1932 fue arrestado tras el fracaso de la revolución radical de 1932; fue torturado por la policía y enviado preso a la cárcel de Ushuaia, donde pasó muchos meses junto a Ricardo Rojas, Honorio Pueyrredón, Adolfo Güemes, Enrique Mosca y otros. Mientras estaba en prisión consiguió permisos de salida a la vecina ciudad de Ushuaia, donde atendía gratuitamente a los vecinos.
Era un orador brillante, que apelaba a la ironía o el giro sensiblero dependiendo de las circunstancias. Esa virtud lo proyectó como candidato a diputado nacional en varias oportunidades a partir de 1938. Fue elegido diputado nacional por la provincia de Buenos Aires en 1940, cargo del cual fue desplazado por la Revolución del 43.
Fue nuevamente elegido diputado nacional en 1948; en esa oportunidad, un acuerdo entre los candidatos lo habría obligado a renunciar a su banca para cederla a Moisés Lebensohn, pero Mercader asumió el cargo, incorporándose al bloque de los 44 diputados radicales, únicos opositores en una Cámara de Diputados con amplia mayoría peronista.
Su paso por la Cámara de Diputados estuvo rodeado de los continuos conflictos entre los diputados radicales y peronistas, aunque —a diferencia de Ernesto Sammartino, Agustín Rodríguez Araya y Atilio Cattáneo— no fue expulsado de la Cámara. Dejó su cargo  en 1952, tras la amplia victoria electoral del peronismo del año anterior.
Volvió a ser elegido diputado nacional en las elecciones de 1960, y fue uno de los más destacados opositores radicales al presidente Arturo Frondizi.
Falleció en La Plata en el año 1964. Una calle del barrio de Villa Urquiza (Buenos Aires) lleva su nombre.